# Odontobatrachus natator
Odontobatrachus natator (Boulenger, 1905) è un anfibio anuro, diffuso in Africa occidentale, appartenente alla famiglia Odontobatrachidae Barej et al., 2014.

## Descrizione
Scoperto nel 2013, appartiene all'unica famiglia di rane dotata di denti.

## Distribuzione e habitat
La specie è presente in Costa d'Avorio, Guinea, Liberia e Sierra Leone.